# Ферінген (Баден-Вюртемберг)
Ферінген (нім. Vöhringen) — громада в Німеччині, знаходиться в землі Баден-Вюртемберг. Підпорядковується адміністративному округу Фрайбург. Входить до складу району Ротвайль.
Площа — 24,72 км2. Населення становить 4423 ос. (станом на 31 грудня 2020).